# Gortdrumita
La gortdrumita és un mineral de la classe dels sulfurs. Nom atorgat per a la localitat tipus.

## Classificació
La gortdrumita es troba classificada en el grup 2.BD.10 segons la classificació de Nickel-Strunz (2 per a Sulfurs i sulfosals (sulfurs, selenurs, tel·lururs; arsenurs, antimonurs, bismuturs; sulfarsenits, sulfantimonits, sulfbismutits, etc.); B per "els sulfurs de metall, M:S> 1:1 (principalment 2:1) i D per "amb Hg, Tl"; el nombre 10 correspon a la posició del mineral dins del grup). En la classificació de Dana el mineral es troba al grup 2.16.14.1 (2 per a Sulfurs i 16 per diversa; 14 i 1 corresponen a la posició del mineral dins del grup).

## Característiques
La gortdrumita és un sulfur de fórmula química Cu24Fe₂Hg9S23. Cristal·litza en el sistema ortoròmbic. La seva duresa a l'escala de Mohs és 3,5 a 4. De color negrosa plom i gris; presenta macles fines laminars. La seva lluïssor és metàl·lica.

## Formació i jaciments
Sol trobar-se barrejada en vetes de sulfur de tipus calcària dolomititzada. S'ha descrit a Europa i a l'Amèrica del Nord.